# Purohita fuscovenosa
Purohita fuscovenosa är en insektsart som beskrevs av Frederick Arthur Godfrey Muir 1913. Purohita fuscovenosa ingår i släktet Purohita och familjen sporrstritar. Inga underarter finns listade i Catalogue of Life.